# Deutsche Leichtathletik-Meisterschaften 1970/Resultate
Der Hauptteil der Wettbewerbe bei den 70. Deutschen Leichtathletik-Meisterschaften wurde vom 7. bis zum 9. August 1970 im Berliner Olympiastadion ausgetragen.
In der hier vorliegenden Auflistung werden die in den verschiedenen Wettbewerben jeweils ersten sechs platzierten Leichtathletinnen und Leichtathleten aufgeführt.
Eine Übersicht mit den Medaillengewinnerinnen und -gewinnern sowie einigen Anmerkungen zu den Meisterschaften findet sich unter dem Link Deutsche Leichtathletik-Meisterschaften 1970.
Wie immer gab es zahlreiche Disziplinen, die zu anderen Terminen an anderen Orten stattfanden – in den folgenden Übersichten jeweils konkret benannt.
Hier die ausführlichen Ergebnislisten der Meisterschaften 1970:

## Meisterschaftsresultate Männer

### 100 m
| Platz | Athlet, Verein                           | Zeit (s) |
| ----- | ---------------------------------------- | -------- |
| 1     | Günther Nickel (TSV Bayer 04 Leverkusen) | 10,4     |
| 2     | Gerhard Wucherer (TSV 1860 München)      | 10,4     |
| 3     | Gert Metz (USC Mainz)                    | 10,4     |
| 4     | Jobst Hirscht (SV Polizei Hamburg)       | 10,5     |
| 5     | Karlheinz Klotz (TV Neureut-Süd)         | 10,5     |
| 6     | Manfred Letzelter (USC Mainz)            | 10,5     |

Datum: 8. August

### 200 m
| Platz | Athlet, Verein                              | Zeit (s) |
| ----- | ------------------------------------------- | -------- |
| 1     | Jochen Eigenherr (TSV Bayer 04 Leverkusen)  | 20,7     |
| 2     | Franz-Peter Hofmeister (Jugend 07 Bergheim) | 20,8     |
| 3     | Edgar Krüger (LG ESV/PSV Essen)             | 21,1     |
| 4     | Benno Knobloch (TSV Bayer 04 Leverkusen)    | 21,1     |
| 5     | Karlheinz Klotz (TV Neureut-Süd)            | 21,1     |
| 6     | Horst-Rüdiger Schlöske (LG Nord Berlin)     | 21,2     |

Datum: 9. August

### 400 m
| Platz | Athlet, Verein                               | Zeit (s) |
| ----- | -------------------------------------------- | -------- |
| 1     | Thomas Jordan (TSV Bayer 04 Leverkusen)      | 45,6     |
| 2     | Hermann Köhler (Germania Rhoden)             | 46,0     |
| 3     | Horst-Rüdiger Schlöske (LG Nord Berlin)      | 46,0     |
| 4     | Martin Jellinghaus (TSV Bayer 04 Leverkusen) | 46,3     |
| 5     | Dieter Hübner (VfB Stuttgart)                | 46,5     |
| 6     | Herbert Moser (VfB Stuttgart)                | 46,7     |

Datum: 8. August

### 800 m
| Platz | Athlet, Verein                            | Zeit (min) |
| ----- | ----------------------------------------- | ---------- |
| 1     | Franz-Josef Kemper (LG Ratio Münster)     | 1:45,9     |
| 2     | Walter Adams (SV Salamander Kornwestheim) | 1:46,6     |
| 3     | Reiner Föhrenbach (ASC Darmstadt)         | 1:46,8     |
| 4     | Jens-Bodo Fried (OSC Berlin)              | 1:47,5     |
| 5     | Hans Bertram (DJK Saar)                   | 1:47,6     |
| 6     | Gernot Schoch (USC Freiburg)              | 1:47,9     |

Datum: 9. August

### 1500 m
| Platz | Athlet, Verein                          | Zeit (min) |
| ----- | --------------------------------------- | ---------- |
| 1     | Jürgen May (SV Schwalbe Hanau)          | 3:42,4     |
| 2     | Erk Maasch (Hamburger SV)               | 3:45,9     |
| 3     | Frank Thomé (ASV Köln)                  | 3:45,9     |
| 4     | Ingo Sensburg (Neuköllner Sportfreunde) | 3:46,4     |
| 5     | Hubert Stecher (LAC Quelle Fürth)       | 3:46,7     |
| 6     | Wolfram Schmitz (SV Polizei Hamburg)    | 3:46,8     |

Datum: 8. August

### 5000 m
| Platz | Athlet, Verein                         | Zeit (min) |
| ----- | -------------------------------------- | ---------- |
| 1     | Harald Norpoth (LG Ratio Münster)      | 13:53,6    |
| 2     | Ulrich Brugger (Stuttgarter Kickers)   | 14:12,8    |
| 3     | Berthold Werthmann (SuS 09 Dinslaken)  | 14:13,6    |
| 4     | Klaus Addicks (SCC Berlin)             | 14:15,4    |
| 5     | Gerhard Groß (Berliner SC)             | 14:17,0    |
| 6     | Bernd-Dieter Hecht (Polizei SV Berlin) | 14:21,2    |

Datum: 9. August

### 10.000 m
| Platz | Athlet, Verein                       | Zeit (min) |
| ----- | ------------------------------------ | ---------- |
| 1     | Manfred Letzerich (LG Wiesbaden)     | 28:54,8    |
| 2     | Jens Wollenberg (LAC Quelle Fürth)   | 29:09,4    |
| 3     | Hans Munzinger (TSV Burgau)          | 29:12,0    |
| 4     | Klaus Addicks (SCC Berlin)           | 29:25,6    |
| 5     | Ernst Vogelsang (TV Wattenscheid 01) | 29:29,2    |
| 6     | Günter Mielke (ASV Köln)             | 29:38,0    |

Datum: 8. August

### Marathon
| Platz | Athlet, Verein                 | Zeit (h)  |
| ----- | ------------------------------ | --------- |
| 1     | Hans Hellbach (ASC Darmstadt)  | 2:24:41,8 |
| 2     | Jürgen Bernhardt (SCC Berlin)  | 2:25:22,4 |
| 3     | Alfons Ida (VfL Wolfsburg)     | 2:28:30,0 |
| 4     | Georg Pyttel (VfL Duderstadt)  | 2:28:49,0 |
| 5     | Lutz Philipp (ASC Darmstadt)   | 2:29:03,0 |
| 6     | Peter Reiher (Stadt TV Singen) | 2:29:22,0 |

Datum: 29. August
fand in Passau statt

### Marathon, Mannschaftswertung
| Platz | Verein, Besetzung                                                         | Zeit (h)  |
| ----- | ------------------------------------------------------------------------- | --------- |
| 1     | ASC Darmstadt (Hans Hellbach, Lutz Philipp, Walter Weba)                  | 7:23:53,8 |
| 2     | SCC Berlin I (Jürgen Bernhardt, Klaus Addicks, Hubert Riesner)            | 7:34:400  |
| 3     | Preussen Krefeld (Karl-Heinz Sievers, Jürgen Bergmann, Hermann Tonnemann) | 7:46:420  |
| 4     | VfL Wolfsburg (Alfons Ida, Karl-Heinz Speckmann, Jürgen Behrens)          | 7:55:200  |
| 5     | Stadt TV Singen (Peter Reiher, Wolfgang Ziems, Wolfram Koschorke)         | 7:58:180  |
| 6     | SCC Berlin II (Kurt Petereit, Horst Wegner, Helmut Scheel)                | 8:14:490  |

Datum: 29. August
fand in Passau statt

### 110 m Hürden
| Platz | Athlet, Verein                             | Zeit (s) |
| ----- | ------------------------------------------ | -------- |
| 1     | Günther Nickel (TSV Bayer 04 Leverkusen)   | 13,7     |
| 2     | Werner Trzmiel (ASC Darmstadt)             | 14,0     |
| 3     | Manfred Schumann (TSV Bayer 04 Leverkusen) | 14,2     |
| 4     | Jürgen Schimmel (Eintracht Frankfurt)      | 14,2     |
| 5     | Roland Strohhäcker (VfB Stuttgart)         | 14,2     |
| 6     | Manfred Richter (SuS Schalke 96)           | 14,5     |

Datum: 8. August

### 400 m Hürden
| Platz | Athlet, Verein                           | Zeit (s) |
| ----- | ---------------------------------------- | -------- |
| 1     | Werner Reibert (USC Heidelberg)          | 50,0     |
| 2     | Gerhard Hennige (ASC Darmstadt)          | 50,2     |
| 3     | Manfred Klaußner (Kickers Offenbach)     | 50,3     |
| 4     | Dieter Friedrich (Hannover 96)           | 50,8     |
| 5     | Dieter Büttner (TSV Bayer 04 Leverkusen) | 50,8     |
| 6     | Gerd Loßdörfer (USC Heidelberg)          | 51,4     |

Datum: 9. August

### 3000 m Hindernis
| Platz | Athlet, Verein                            | Zeit (min) |
| ----- | ----------------------------------------- | ---------- |
| 1     | Rolf Burscheid (VfL Wolfsburg)            | 8:37,4     |
| 2     | Willi Maier (TSV Genkingen)               | 8:38,6     |
| 3     | Hans-Dieter Schulten (TV Wattenscheid 01) | 8:39,2     |
| 4     | Willi Wagner (TV Bad Dürkheim)            | 8:42,4     |
| 5     | Karl-Heinz Betz (LAC Quelle Fürth)        | 8:43,8     |
| 6     | Gerd Frähmcke (LG Itzehoe)                | 8:45,6     |

Datum: 9. August

### 4 × 100 m Staffel
| Platz | Verein, Besetzung                                                                                       | Zeit (s) |
| ----- | --- | -------- |
| 1     | TSV Bayer 04 Leverkusen (Günther Nickel, Benno Knobloch, Manfred Ommer, Jochen Eigenherr)               | 39,6     |
| 2     | SV Salamander Kornwestheim (Karl-Peter Schmidtke, Kai Florian Schwarz, Walter Linder, Dieter Jurkschat) | 39,7     |
| 3     | SCC Berlin (Peter Mahlow, Lothar Drygalsky, Dickhut, Harald Leidicke)                                   | 39,9     |
| 4     | LG ESV/PSV Essen (Edgar Krüger, Manfred Knickenberg, Peter Honnef, Feldmann)                            | 40,2     |
| 5     | LAC Quelle Fürth (Klaus-Dieter Jahn, Horst Diebel, Horst Haßlinger, Hans Harald Werner)                 | 40,2     |
| 6     | Jugend 07 Bergheim (Eckhard Heyers, Peter Hertel, Walter, Franz-Peter Hofmeister)                       | 40,7     |

Datum: 9. August

### 4 × 400 m Staffel
| Platz | Verein, Besetzung                                                                          | Zeit (min) |
| ----- | ------------------------------------------------------------------------------------------ | ---------- |
| 1     | TSV Bayer 04 Leverkusen (Martin Jellinghaus, Roland Roßmeißl, Ulrich Reich, Thomas Jordan) | 3:04,8     |
| 2     | VfB Stuttgart (Dieter Hübner, Ulrich Strohhäcker, Helmar Müller, Herbert Moser)            | 3:06,8     |
| 3     | VfL Wolfsburg (Klaus Achilles, Klaus Heinrich, Klewin, Hans-Dieter Löber)                  | 3:09,3     |
| 4     | LG PSV/WSV Wuppertal (Hubert Schwan, Norbert Mosch, Wagner, Godehard Brysch)               | 3:09,6     |
| 5     | Kehler FV (Georg Nückles, Richard Groß, Arndt, Peter Trautwein)                            | 3:10,2     |
| 6     | Rot-Weiß Koblenz (Heinz Hofmann, Lothar Hirsch, Peter Brühl, Werner Huhn)                  | 3:12,0     |

Datum: 9. August

### 4 × 800 m Staffel
| Platz | Verein, Besetzung                                                                                 | Zeit (min) |
| ----- | ------------------------------------------------------------------------------------------------- | ---------- |
| 1     | SV Salamander Kornwestheim (Günter Mayer, Hartmut Potschka, Manfred Henne, Walter Adams)          | 7:21,4     |
| 2     | ASC Darmstadt (Werner Schumann, Gerhard Hennige, Raimund Kastner, Reiner Föhrenbach)              | 7:22,8     |
| 3     | TSV Bayer 04 Leverkusen (Jürgen Jaenisch, Wolfgang Strittmatter, Franz-Josef Becker, Arnd Krüger) | 7:27,2     |
| 4     | Hannover 96 (Hillermann, Nause, Dieter Friedrich, Rolf Falck)                                     | 7:28,8     |
| 5     | Tura Bremen (Klingeberg, Uhde, Schröder, Hans-Werner Drewes)                                      | 7:36,8     |
| 6     | SG Hannover 1874 (Drewes, Bertram, Denecke, Bremer)                                               | 7:39,0     |

Datum: 13. September
fand in Stuttgart statt

### 4 × 1500 m Staffel
| Platz | Verein, Besetzung                                                                   | Zeit (min) |
| ----- | ----------------------------------------------------------------------------------- | ---------- |
| 1     | LG Ratio Münster (Hans-Gerd Schoofs, Urs Lufft, Harald Norpoth, Franz-Josef Kemper) | 15:14,4    |
| 2     | LAC Quelle Fürth (Karl-Heinz Betz, Jens Wollenberg, Hubert Stecher, Heinz Mörtl)    | 15:15,8    |
| 3     | ASV Köln (Dirk Stratmann, Eilmes. Pröpper, Frank Thomé)                             | 15:17,8    |
| 4     | Hamburger SV (Neumann, Frank Sonntag, Schmidt, Erk Maasch)                          | 15:27,2    |
| 5     | LG Itzehoe (Wolfgang Soukup, Michael Legband, Hartmut Bräuer, Gerd Frähmcke)        | 15:27,6    |
| 6     | USC Freiburg (Renk, Mathis, Allmer, Gernot Schoch)                                  | 15:28,6    |

Datum: 13. September
fand in Stuttgart statt

### 20-km-Gehen
| Platz | Athlet, Verein                             | Zeit (h)  |
| ----- | ------------------------------------------ | --------- |
| 1     | Bernhard Nermerich (Eintracht Frankfurt)   | 1:29:52,0 |
| 2     | Horst-Rüdiger Magnor (Eintracht Frankfurt) | 1:35:39,0 |
| 3     | Gerd Schuth (Hannover 96)                  | 1:35:50,4 |
| 4     | Dr. Herbert Meier (LAC Quelle Fürth)       | 1:36:11,4 |
| 5     | Bernd Kannenberg (1. FC Nürnberg)          | 1:38:00,0 |
| 6     | Wilfried Wesch (Eintracht Frankfurt)       | 1:38:55,8 |

Datum: 7. August

### 20-km-Gehen, Mannschaftswertung
| Platz | Verein, Besetzung                                                              | Zeit (h)  |
| ----- | ------------------------------------------------------------------------------ | --------- |
| 1     | Eintracht Frankfurt (Bernhard Nermerich, Horst-Rüdiger Magnor, Wilfried Wesch) | 4:48:58,6 |
| 2     | 1. FC Nürnberg (Bernd Kannenberg, Karl-Heinz Adam, Gerhard Schuster)           | 5:09:10,4 |
| 3     | LG Salzgitter (Heinz Mayr, Gerhard Weidner, Werner Hupfeld)                    | 5:10:26,6 |
| 4     | FC Bayer 05 Uerdingen (Rudi Christ, Jochen Saleina, Lothar Milden)             | 5:11:47,6 |
| 5     | Hannover 96 (Gerd Schuth, Hannes Koch, Jannsen)                                | 5:12:15,4 |
| 6     | Post-SV Tübingen (Kurt Schreiber, Siegfried Wegiel, Manfred Schäfer)           | 5:13:38,8 |

Datum: 7. August

### 50 km Gehen
| Platz | Athlet, Verein                             | Zeit (h)  |
| ----- | ------------------------------------------ | --------- |
| 1     | Peter Schuster (Eintracht Frankfurt)       | 4:06:28,6 |
| 2     | Dr. Herbert Meier (LAC Quelle Fürth)       | 4:08:35,2 |
| 3     | Bernhard Nermerich (Eintracht Frankfurt)   | 4:09:10,2 |
| 4     | Horst-Rüdiger Magnor (Eintracht Frankfurt) | 4:10:26,0 |
| 5     | Wilfried Wesch (Eintracht Frankfurt)       | 4:13:21,4 |
| 6     | Gerhard Weidner (LG Salzgitter)            | 4:20:41,4 |

Datum: 19. Juli
fand in Eschborn statt

### 50 km Gehen, Mannschaftswertung
| Platz | Verein, Besetzung                                                              | Zeit (h)   |
| ----- | ------------------------------------------------------------------------------ | ---------- |
| 1     | Eintracht Frankfurt (Peter Schuster, Bernhard Nermerich, Horst-Rüdiger Magnor) | 12:26:05,0 |
| 2     | Post-SV Tübingen (Siegfried Wegiel, Alfred Daske, Manfred Schäfer)             | 14:06:29,2 |
| 3     | 1. FC Nürnberg (Kurt Vorbrugg, Karl-Heinz Adam, Gerhard Schuster)              | 14:11:26,8 |
| 4     | LG Salzgitter (Gerhard Weidner, Karl-Heinz Pape, Frank Borrmann)               | 15:17:53,0 |
| 5     | Post-SV Mainz (Alwin Reng, Lothar Nitzsche, Günter Gittrich)                   | 15:38:50,4 |
| 6     | SV Friedrichsgabe (Heinz Hammann, Uwe Ermisch, Wilfried Zahl)                  | 15:46:56,4 |

Datum: 19. Juli
fand in Eschborn statt

### Hochsprung
| Platz | Athlet, Verein                            | Höhe (m) |
| ----- | ----------------------------------------- | -------- |
| 1     | Hermann Magerl (TSV 1860 München)         | 2,12     |
| 2     | Lothar Doster (TG Heilbronn)              | 2,12     |
| 3     | Ingomar Sieghart (TSV 1860 München)       | 2,12     |
| 4     | Thomas Zacharias (USC Mainz)              | 2,12     |
| 5     | Roland Hartmann (TSV Bayer 04 Leverkusen) | 2,09     |
| 6     | Rudi Urban (1. FC Schweinfurt 05)         | 2,06     |

Datum: 9. August

### Stabhochsprung
| Platz | Athlet, Verein                          | Höhe (m) |
| ----- | --------------------------------------- | -------- |
| 1     | Volker Ohl (SG Arheilgen)               | 5,10     |
| 2     | Hans-Jürgen Ziegler (KSV Hessen Kassel) | 5,10     |
| 3     | Heinfried Engel (USC Mainz)             | 5,00     |
| 4     | Bernd Heller (USC Mainz)                | 5,00     |
| 5     | Willi Schunk (TSV Bayer 04 Leverkusen)  | 4,90     |
| 6     | Robert Anders (VfL Waiblingen)          | 4,80     |

Datum: 8. August

### Weitsprung
| Platz | Athlet, Verein                         | Weite (m) |
| ----- | -------------------------------------- | --------- |
| 1     | Josef Schwarz (TSV 1860 München)       | 8,02      |
| 2     | Andreas Gloerfeld (ASV Köln)           | 7,66      |
| 3     | Hans Baumgartner (TV Heppenheim)       | 7,65      |
| 4     | Hermann Latzel (ASV Köln)              | 7,63      |
| 5     | Bernd Konrad (TSV Bayer 04 Leverkusen) | 7,48      |
| 6     | Horst Zech (OSC Dortmund)              | 7,43      |

Datum: 8. August

### Dreisprung
| Platz | Athlet, Verein                                | Weite (m) |
| ----- | --------------------------------------------- | --------- |
| 1     | Michael Sauer (USC Mainz)                     | 16,47     |
| 2     | Harald Strutz (USC Mainz)                     | 16,21     |
| 3     | Richard Kick (LG Regensburg)                  | 15,70     |
| 4     | Bernhard Stierle (SV Salamander Kornwestheim) | 15,44     |
| 5     | Joachim Kugler (USC Mainz)                    | 15,29     |
| 6     | Werner Bauer (SV Schwalbe Hanau)              | 14,95     |

Datum: 9. August

### Kugelstoßen
| Platz | Athlet, Verein                     | Weite (m) |
| ----- | ---------------------------------- | --------- |
| 1     | Heinfried Birlenbach (LG Siegen)   | 19,84     |
| 2     | Traugott Glöckler (USC Heidelberg) | 18,47     |
| 3     | Ferdinand Schladen (LC Bonn)       | 18,43     |
| 4     | Hans-Dieter Möser (ASC Darmstadt)  | 18,41     |
| 5     | Josef Klik (KSV Hessen Kassel)     | 17,89     |
| 6     | Gerhard Steines (USC Heidelberg)   | 17,85     |

Datum: 9. August

### Diskuswurf
| Platz | Athlet, Verein                               | Weite (m) |
| ----- | -------------------------------------------- | --------- |
| 1     | Dirk Wippermann (Rot-Weiß Oberhausen)        | 60,92     |
| 2     | Hein-Direck Neu (USC Mainz)                  | 60,70     |
| 3     | Klaus-Peter Hennig (TSV Bayer 04 Leverkusen) | 59,14     |
| 4     | Ferdinand Schladen (LC Bonn)                 | 55,92     |
| 5     | Ralf Reichenbach (OSC Berlin)                | 54,96     |
| 6     | Karl-Heinz Steinmetz (ASC Darmstadt)         | 54,44     |

Datum: 8. August

### Hammerwurf
| Platz | Athlet, Verein                        | Weite (m) |
| ----- | ------------------------------------- | --------- |
| 1     | Uwe Beyer (TSV Bayer 04 Leverkusen)   | 72,04     |
| 2     | Hans Fahsl (TSV Bayer 04 Leverkusen)  | 69,96     |
| 3     | Edwin Klein (USC Mainz)               | 69,18     |
| 4     | Lutz Caspers (Rot-Weiß Oberhausen)    | 67,58     |
| 5     | Franz-Josef Woltering (VfL Wolfsburg) | 64,46     |
| 6     | Jörn Schmidt (SV Polizei Hamburg)     | 64,00     |

Datum: 8. August

### Speerwurf
| Platz | Athlet, Verein                         | Weite (m) |
| ----- | -------------------------------------- | --------- |
| 1     | Klaus Wolfermann (SV Gendorf)          | 81,76     |
| 2     | Peter Mörbel (USC Mainz)               | 77,66     |
| 3     | Horst Timmer (TSV Bayer 04 Leverkusen) | 76,12     |
| 4     | Hermann Schlechter (USC Heidelberg)    | 75,76     |
| 5     | Hermann Salomon (USC Mainz)            | 75,24     |
| 6     | Günter Glasauer (USC Heidelberg)       | 72,84     |

Datum: 9. August

### Fünfkampf,1965er Wertung
| Platz | Athlet, Verein                               | P – offiz. Wert. | P – 85er Wert. |
| ----- | -------------------------------------------- | ---------------- | -------------- |
| 1     | Erich Klamma (TV Wattenscheid 01)            | 3657             | 3542           |
| 2     | Helmut Leitner (USC München)                 | 3605             | 3715           |
| 3     | Wolfgang Tilly (LG ESV/PSV Essen)            | 3591             | 3731           |
| 4     | Gerhard Fichter (SV Salamander Kornwestheim) | 3545             | 3647           |
| 5     | Wolfgang Bergmann (USC Mainz)                | 3501             | 3636           |
| 6     | Wolfgang Seeger (SV Salamander Kornwestheim) | 3495             | 3595           |

Datum: 12. September
fand in Stuttgart statt
 Disziplinen des Fünfkampfs: Weitsprung, Speerwurf, 200 m, Diskuswurf, 1500 m 

### Fünfkampf,1965er Wertung– Mannschaftswertung
| Platz | Verein, Besetzung                                                           | Leistung (Pkte) |
| ----- | --------------------------------------------------------------------------- | --------------- |
| 1     | SV Salamander Kornwestheim (Gerhard Fichter, Wolfgang Seeger, Wilhelm Mack) | 10.502          |
| 2     | LG ESV/PSV Essen (Wolfgang Tilly, Rainer Wessiepe, Mack)                    | 10.113          |
| 3     | KSV Holstein Kiel (Kock, Vogt, Hausmann)                                    | 09.881          |
| 4     | USC Mainz (Gerd Bergmann, Uwe Keiler, Hermann Salomon)                      | 09.872          |
| 5     | TV Hülzweiler (Bumb, Koch, Heinz)                                           | 09.867          |
| 6     | LAZ Südheide Bomlitz (Harald Thieße, Meier, Hartmut Kossel)                 | 09.845          |

Datum: 12. September
fand in Stuttgart statt

### Zehnkampf,1965er Wertung
| Platz | Athlet, Verein                       | P – offiz. Wert. | P – 85er Wert. |
| ----- | ------------------------------------ | ---------------- | -------------- |
| 1     | Horst Beyer (USC Mainz)              | 7894             | 7745           |
| 2     | Günter Grube (Gut Heil Lübeck 1876)  | 7625             | 7492           |
| 3     | Bernd Knut (TSV Bayer 04 Leverkusen) | 7594             | 7430           |
| 4     | Wolfgang Linkmann (USC Mainz)        | 7464             | 7294           |
| 5     | Gundolf Hunner (TSV Neuburg)         | 7431             | 7247           |
| 6     | Dr. Gerhard Tilmann (LAV Dortmund)   | 7417             | 7243           |

Datum: 12./13. September
fand in Stuttgart statt

### Zehnkampf,1965er Wertung– Mannschaftswertung
| Platz | Verein, Besetzung                                                  | Zeit (h) |
| ----- | ------------------------------------------------------------------ | -------- |
| 1     | USC Mainz (Horst Beyer, Wolfgang Linkmann, Herbert Swoboda)        | 22.737   |
| 2     | TSV Bayer 04 Leverkusen (Bernd Knut, Hans-Joachim Perk, Baumert)   | 20.657   |
| 3     | LG Troisdorf (Uli Schmedemann, Wolfgang Beckmann, Harald Nadzeyka) | 19.963   |
| 4     | LG Braunschweig (Ammerpohl, Kulinna, Reichel)                      | 19.847   |
| 5     | Hamburger SV (Hans Nerlich, Donath, Schäfer)                       | 19.557   |
| 6     | TG 1846 Worms (Klaus Klenk, Axel Schlenger, Bernd Gerbig)          | 19.545   |

Datum: 12./13. September
fand in Stuttgart statt

### WaldlaufMittelstrecke –3,0km
| Platz | Athlet, Verein                           | Zeit (min) |
| ----- | ---------------------------------------- | ---------- |
| 1     | Harald Norpoth (LG Ratio Münster)        | 8:00,2     |
| 2     | Karl-Heinz Schirmeier (LAC Quelle Fürth) | 8:04,6     |
| 3     | Werner Girke (VfL Wolfsburg)             | 8:06,4     |
| 4     | Willi Maier (TSV Genkingen)              | 8:12,0     |
| 5     | Urs Lufft (LG Ratio Münster)             | 8:13,8     |
| 6     | Erk Maasch (Hamburger SV)                | 8:14,0     |

Datum: 19. April
fand in Dülmen statt

### WaldlaufMittelstrecke, Mannschaftswertung
| Platz | Verein, Besetzung                                                     | (Pkte)               |
| ----- | --------------------------------------------------------------------- | -------------------- |
| 1     | LG Ratio Münster (Harald Norpoth, Urs Lufft, Heinz-Gerd Mölders)      | 14 (Plätze 01/5/8)   |
| 2     | VfL Wolfsburg (Werner Girke, Rolf Burscheid, Alfons Ida)              | 31 (Plätze 03/13/15) |
| 3     | LAC Quelle Fürth (Karl-Heinz Schirmeier, Heinz Mörtl, Hubert Stecher) | 33 (Plätze 02/14/17) |
| 4     | Hamburger SV (Erk Maasch, Frank Sonntag, Dieter Lange)                | 40 (Plätze 06/11/23) |
| 5     | Stuttgarter Kickers (Ulrich Brugger, Eberhard Brugger, Uli Köhler)    | 69 (Plätze 07/27/35) |
| 6     | TV Wattenscheid 01 (Manfred Lubba, Fontana, Schwarz)                  | 81 (Plätze 18/24/39) |

Datum: 19. April
fand in Dülmen statt

### WaldlaufLangstrecke –10,5km
| Platz | Athlet, Verein                      | Zeit (min) |
| ----- | ----------------------------------- | ---------- |
| 1     | Lutz Philipp (ASC Darmstadt)        | 29:01,8    |
| 2     | Hans Munzinger (TSV Burgau)         | 29:05,2    |
| 3     | Helmut Schu (LC Rehlingen)          | 29:07,0    |
| 4     | Joachim Ließ (TV Wattenscheid 01)   | 29:09,4    |
| 5     | Gottfried Arnold (ASC Darmstadt)    | 29:25,6    |
| 6     | Wolfgang Falke (TV Wattenscheid 01) | 29:29,0    |

Datum: 19. April
fand in Dülmen statt

### WaldlaufLangstrecke, Mannschaftswertung
| Platz | Verein, Besetzung                                                    | (Pkte)               |
| ----- | -------------------------------------------------------------------- | -------------------- |
| 1     | ASC Darmstadt (Lutz Philipp, Gottfried Arnold, Hans Hellbach)        | 16 (Plätze 01/5/10)  |
| 2     | TV Wattenscheid 01 (Joachim Ließ, Wolfgang Falke, Ernst Vogelsang)   | 17 (Plätze 04/6/7)   |
| 3     | SCC Berlin (Klaus Addicks, Hubert Riesner, W. Schmidt)               | 44 (Plätze 13/15/16) |
| 4     | LAC Quelle Fürth (Jens Wollenberg, Karl-Heinz Betz, Wolfgang Kelsch) | 51 (Plätze 12/15/25) |
| 5     | LC Bonn (Johannes Lummer, Wilfried Thiemian, Gerd Escher)            | 84 (Plätze 24/29/31) |
| 6     | LC Rehlingen (Helmut Schu, Reinhard Leibold, Birk)                   | 94 (Plätze 03/33/58) |

Datum: 19. April
fand in Dülmen statt

## Meisterschaftsresultate Frauen

### 100 m
| Platz | Athletin, Verein                                 | Zeit (s) |
| ----- | ------------------------------------------------ | -------- |
| 1     | Ingrid Mickler-Becker (USC Mainz)                | 11,3 BRe |
| 2     | Elfgard Schittenhelm, geb. Weismann (OSC Berlin) | 11,40000 |
| 3     | Heide Rosendahl (TuS 04 Leverkusen)              | 11,40000 |
| 4     | Annelie Wilden, geb. Klum (LC Bonn)              | 11,60000 |
| 5     | Annegret Irrgang (TV Brechten)                   | 11,60000 |
| 6     | Annegret Kroniger (USC Bochum)                   | 11,70000 |

Datum: 8. August
Mit ihren 11,3 s lief Ingrid Mickler-Becker einen neuen DLV-Rekord.

### 200 m
| Platz | Athletin, Verein                                 | Zeit (s) |
| ----- | ------------------------------------------------ | -------- |
| 1     | Elfgard Schittenhelm, geb. Weismann (OSC Berlin) | 23,6     |
| 2     | Rita Wilden, geb. Jahn (TuS 04 Leverkusen)       | 23,7     |
| 3     | Annelie Wilden, geb. Klum (LC Bonn)              | 23,8     |
| 4     | Annegret Kroniger (USC Bochum)                   | 24,3     |
| 5     | Marianne Bollig, geb. Krupp (ASV Köln)           | 24,6     |
| 6     | Ursula Schruff (TuS 04 Leverkusen)               | 24,7     |

Datum: 9. August

### 400 m
| Platz | Athletin, Verein                              | Zeit (s) |
| ----- | --------------------------------------------- | -------- |
| 1     | Christel Frese (ASV Köln)                     | 52,6 DR  |
| 2     | Inge Eckhoff (LG Nordwest-Hamburg)            | 53,1000  |
| 3     | Heidi Gerhard – geb. Edelstein (OSC Dortmund) | 53,7000  |
| 4     | Christa Czekay, geb. Elsler (VfL Wolfsburg)   | 54,4000  |
| 5     | Gisela Ahlemeyer, geb. Köpke (MSV Duisburg)   | 54,7000  |
| 6     | Gisela Ellenberger (TuS 04 Leverkusen)        | 54,5000  |

Datum: 8. August
Christel Frese stellte mit ihren 52,6 s einen neuen deutschen Rekord auf.

### 800 m
| Platz | Athletin, Verein                               | Zeit (min) |
| ----- | ---------------------------------------------- | ---------- |
| 1     | Hildegard Janze (Hannover 96)                  | 2:02,8     |
| 2     | Rosemarie Klute (OSC Dortmund)                 | 2:05,8     |
| 3     | Marita Kloth (LBV Phönix Lübeck)               | 2:06,1     |
| 4     | Sylvia Schenk (ESV Jahn Treysa)                | 2:06,2     |
| 5     | Hannelore Lehmpfuhl (TSV Tempelhof-Mariendorf) | 2:06,9     |
| 6     | Gertrud Theißen (ASV Köln)                     | 2:07,5     |

Datum: 9. August

### 1500 m
| Platz | Athletin, Verein                       | Zeit (min) |
| ----- | -------------------------------------- | ---------- |
| 1     | Ellen Tittel (TuS 04 Leverkusen)       | 4:13,1 BR  |
| 2     | Christa Merten, geb. Basche (ASV Köln) | 4:17,6000  |
| 3     | Gerda Klöpfer (TV Erkheim)             | 4:19,0000  |
| 4     | Jutta von Haase (LG Süd Berlin)        | 4:26,6000  |
| 5     | Marlene Loris (TV Elm)                 | 4:28,4000  |
| 6     | Manuela Preuß (LG Olympia Wuppertal)   | 4:28,5000  |

Datum: 8. August
Ellen Tittel 4:13,1 min bedeuteten neuen DLV-Rekord.

### 100 m Hürden
| Platz | Athletin, Verein                         | Zeit (s) |
| ----- | ---------------------------------------- | -------- |
| 1     | Margit Bach (OSC Höchst)                 | 13,1 BRe |
| 2     | Heide Rosendahl (TuS 04 Leverkusen)      | 13,20000 |
| 3     | Heidi Schüller (TSV Bayer 04 Leverkusen) | 13,60000 |
| 4     | Gudrun Gülck (Hamburger SV)              | 13,80000 |
| 5     | Manon Bornholdt (SV Wahlstedt)           | 13,80000 |
| 6     | Brigitte Leidel (ASV Köln)               | 14,00000 |

Datum: 9. August
Margit Bach stellte mit 13,1 s den bestehenden DLV-Rekord ein.

### 4 × 100 m Staffel
| Platz | Verein, Besetzung                                                                          | Zeit (s) |
| ----- | ------------------------------------------------------------------------------------------ | -------- |
| 1     | TuS 04 Leverkusen (Jutta Kahmeier, Ursula Schruff, Rita Jahn, Heide Rosendahl)             | 45,1     |
| 2     | LC Bonn (Elvira Possekel, Annelie Wilden – geb. Klum, Renate Rhein, Jutta Heine)           | 45,3     |
| 3     | ASC Darmstadt (Helga Maurer, Groh, Erika Keller – geb. Müller, Dörries)                    | 46,1     |
| 4     | LG ESV/PSV Essen (Grinder, Tabor, Ursula Leuschner, Brigitte Killius)                      | 46,2     |
| 5     | USC Mainz (Helga Letzelter – geb. Krieß, Ellen Kern, Gudrun Escher, Ingrid Mickler-Becker) | 46,4     |
| 6     | TSV 1860 München (Rita Herbig, Elke Hindemit, Karen Mack, Brigitte Janssen)                | 46,7     |

Datum: 9. August

### 3 × 800 m Staffel
| Platz | Verein, Besetzung                                                          | Zeit (min) |
| ----- | -------------------------------------------------------------------------- | ---------- |
| 1     | ASV Köln (Rita Windbrake, Christel Frese, Gertrud Theißen)                 | 6:33,8     |
| 2     | TuS 04 Leverkusen (Christine Linz, Gisela Ellenberger, Ellen Tittel)       | 6:38,6     |
| 3     | LG Nordwest Hamburg (Seligmann, Inge Eckhoff, Birgit Barth)                | 6:40,4     |
| 4     | LG Olympia Wuppertal (Gisela Jurek, Christa Kofferschläger, Manuela Preuß) | 6:54,4     |
| 5     | SV Salamander Kornwestheim (Renate Fischer, Ingrid Ludwig, Bärbel Harder)  | 6:57,8     |
| 6     | LG Göttingen (Burmester, R. Klemme, Ch. Klemme)                            | 7:10,4     |

Datum: 13. September
fand in Stuttgart statt

### Hochsprung
| Platz | Athletin, Verein                         | Höhe (m) |
| ----- | ---------------------------------------- | -------- |
| 1     | Karen Mack (TSV 1860 München)            | 1,82 BR  |
| 2     | Renate Gärtner (SG Schlüchtern)          | 1,75000  |
| 3     | Ulrike Jacob (1. FC 01 Bamberg)          | 1,75000  |
| 4     | Ursula Voß (ASC Darmstadt)               | 1,72000  |
| 5     | Sabine Sabinarz (Preussen Krefeld)       | 1,69000  |
| 6     | Helga Letzelter – geb. Krieß (USC Mainz) | 1,66000  |

Datum: 8. August
Karen Mack sprang mit 1,82 m neuen DLV-Rekord.

### Weitsprung
| Platz | Athletin, Verein                         | Weite (m) |
| ----- | ---------------------------------------- | --------- |
| 1     | Heide Rosendahl (TuS 04 Leverkusen)      | 6,72 DRe  |
| 2     | Ingrid Mickler-Becker (USC Mainz)        | 6,570000  |
| 3     | Heidi Schüller (TSV Bayer 04 Leverkusen) | 6,220000  |
| 4     | Brigitte Krämer (OSC Dortmund)           | 6,160000  |
| 5     | Christa Herzog (Hamburger SV)            | 6,130000  |
| 6     | Ulrike Jacob (1. FC 01 Bamberg)          | 5,980000  |

Datum: 9. August
Mit ihrer Siegesweite von 6,72 m stellte Heide Rosendahl den bestehenden deutschen Rekord ein.

### Kugelstoßen
| Platz | Athletin, Verein                                     | Weite (m) |
| ----- | ---------------------------------------------------- | --------- |
| 1     | Marlene Fuchs, geb. Klein (TSC Euskirchen)           | 17,25     |
| 2     | Liesel Westermann (TuS 04 Leverkusen)                | 16,07     |
| 3     | Sigrun Kofink, geb. Grabert (LG Tübingen)            | 15,73     |
| 4     | Gertrud Schäfer (FC Schalke 04)                      | 15,70     |
| 5     | Brigitte Berendonk (USC Heidelberg)                  | 15,50     |
| 6     | Anne-Chatrine Rühlow, geb. Lafrenz (Preußen Münster) | 14,92     |

Datum: 8. August

### Diskuswurf
| Platz | Athletin, Verein                                     | Weite (m) |
| ----- | ---------------------------------------------------- | --------- |
| 1     | Liesel Westermann (TuS 04 Leverkusen)                | 57,20     |
| 2     | Brigitte Berendonk (USC Heidelberg)                  | 56,54     |
| 3     | Anne-Chatrine Rühlow, geb. Lafrenz (Preußen Münster) | 52,04     |
| 4     | Sigrun Kofink, geb. Grabert (LG Tübingen)            | 49,32     |
| 5     | Almut Brömmel (TSV 1860 München)                     | 47,94     |
| 6     | Martha Groß (TSV 1860 München)                       | 47,64     |

Datum: 9. August

### Speerwurf
| Platz | Athletin, Verein                                    | Weite (m) |
| ----- | --------------------------------------------------- | --------- |
| 1     | Ameli Koloska, geb. Isermeyer (USC Mainz)           | 55,14     |
| 2     | Anneliese Gerhards, geb. Jansen (TuS 04 Leverkusen) | 53,92     |
| 3     | Christa Peters, geb. Sander (TK Hannover)           | 51,28     |
| 4     | Margot Ebel, geb. Kowalski (LG Nord Berlin)         | 48,60     |
| 5     | Christa Dieckvoß (LBV Phönix Lübeck)                | 48,34     |
| 6     | Almut Brömmel (TSV 1860 München)                    | 45,40     |

Datum: 8. August

### Fünfkampf,1969er Wertung
| Platz | Athletin, Verein                        | P – offiz. Wert. | P – 81er Wert. |
| ----- | --------------------------------------- | ---------------- | -------------- |
| 1     | Heide Rosendahl (TuS 04 Leverkusen)     | 5399 BR          | 4749           |
| 2     | Ingrid Mickler-Becker (USC Mainz)       | 5282000          | 4630           |
| 3     | Karen Mack (TSV 1860 München)           | 4853000          | 4157           |
| 4     | Birgit Martin (Düsseldorfer SC 99)      | 4606000          | 3901           |
| 5     | Elke Hindemit (TSV 1860 München)        | 4512000          | 3976           |
| 6     | Helga Letzelter, geb. Krieß (USC Mainz) | 4456000          | 3909           |

Datum: 12./13. September
fand in Stuttgart statt
Mit ihren 5399 Punkten stellte Heide Rosendahl einen neuen DLV-Rekord nach 1969er Wertung auf. Nach Wertung von 1980 wären dies umgerechnet 4749 Punkte.

### Fünfkampf,1969er Wertung– Mannschaftswertung
| Platz | Verein, Besetzung                                                               | Leistung (Pkte) |
| ----- | ------------------------------------------------------------------------------- | --------------- |
| 1     | TuS 04 Leverkusen (Heide Rosendahl, Uta Nolte, Rita Jahn)                       | 14.075          |
| 2     | USC Mainz (Ingrid Mickler-Becker, Helga Letzelter, geb. Krieß, Maritta Kemming) | 14.074          |
| 3     | TSV 1860 München (Karen Mack, Elke Hindemit, Janssen)                           | 13.552          |
| 4     | Düsseldorfer SC 99 (Birgit Martin, Werner, Iris Sporleder)                      | 12.284          |
| 5     | LC Bonn (Annelie Wilden – geb. Klum, Ulla Zablinski, Martina Lobinger)          | 12.222          |
| 6     | Hamburger SV (Christa Herzog, Leonore Koch – geb. Tauer, Gudrun Gülck)          | 12.201          |

Datum: 12./13. September
fand in Stuttgart statt

### WaldlaufMittelstrecke –1,5km
| Platz | Athletin, Verein                                 | Zeit (min) |
| ----- | ------------------------------------------------ | ---------- |
| 1     | Christa Merten, geb. Basche (ASV Köln)           | 4:41,0     |
| 2     | Anita Rottmüller, geb. Wörner (Post-SG Mannheim) | 4:42,2     |
| 3     | Maria Strickling, geb. Inderfurth (OSC Waldniel) | 4:49,4     |
| 4     | Christel Frese (ASV Köln)                        | 4:54,3     |
| 5     | Rosemarie Klute (OSC Dortmund)                   | 4:57,5     |
| 6     | Gertrud Theißen (ASV Köln)                       | 4:58,6     |

Datum: 19. April
fand in Dülmen statt

### WaldlaufMittelstrecke, Mannschaftswertung
| Platz | Verein, Besetzung                                                                 | (Pkte)               |
| ----- | --------------------------------------------------------------------------------- | -------------------- |
| 1     | ASV Köln (Christa Merten, geb. Basche, Christel Frese, Gertrud Theißen)           | 11 (Plätze 01/4/6)   |
| 2     | OSC Waldniel (Maria Strickling – geb. Inderfurth, Anni Pede – geb. Erdkamp, Wege) | 34 (Plätze 3/15/16)  |
| 3     | OSC Dortmund (Rosemarie Klute, Heidi Gerhard – geb. Edelstein, Lueg)              | 40 (Plätze 5/13/22)  |
| 4     | SU Annen (Vera Sprave, Walkewitz, Schünemann)                                     | 68 (Plätze 19/24/25) |

Datum: 19. April
fand in Dülmen statt
nur 4 Mannschaften in der Wertung

### WaldlaufLangstrecke –2,5km
| Platz | Athletin, Verein                     | Zeit (min) |
| ----- | ------------------------------------ | ---------- |
| 1     | Ellen Tittel (TuS 04 Leverkusen)     | 8:02,8     |
| 2     | Gerda Klöpfer (TV Erkheim)           | 8:12,2     |
| 3     | Manuela Preuß (LG Olympia Wuppertal) | 8:16,0     |
| 4     | Jutta von Haase (LG Süd Berlin)      | 8:33,0     |
| 5     | Marita Kloth (LBV Phönix Lübeck)     | 8:36,6     |
| 6     | Marlene Loris (TV 1895 Elm)          | 8:45,4     |

Datum: 19. April
fand in Dülmen statt

### WaldlaufLangstrecke, Mannschaftswertung
| Platz | Verein, Besetzung                                                               | (Pkte)               |
| ----- | ------------------------------------------------------------------------------- | -------------------- |
| 1     | LG Olympia Wuppertal (Manuela Preuß, Christa Kofferschläger, Sigrun Schumacher) | 22 (Plätze 03/9/10)  |
| 2     | ASV Köln (Christel Frese, Gertrud Theißen, Rita Windbrake)                      | 34 (Plätze 08/11/15) |
| 3     | LBV Phönix Lübeck (Marita Kloth, Kirsten Hünemörder, Dagmar Schomann)           | 37 (Plätze 05/13/19) |
| 4     | VfL Wolfsburg (Girke, Adam, Hoppe)                                              | 49 (Plätze 12/16/21) |
| 5     | LG Alstertal-Garstedt (Lendt, Schulke, Pruns)                                   | 68 (Plätze 20/23/25) |

Datum: 19. April
fand in Dülmen statt
nur 5 Mannschaften in der Wertung